# Anse Lazio
Anse Lazio je plaža smještena na sjeverozapadu otoka Praslin, Sejšeli, koju Lonely Planet smatra "najboljom plažom na Praslinu" i jednom od "najboljih u arhipelagu". Smješten sjeveroistočno od Madagaskara, istočno od Zanzibara i južno od Socotre, usred Indijskog oceana, ima čistu vodu i krajolik koji privlači veliki dio turista Praslina.
Plaža je omeđena velikim granitnim stijenama. Međutim, za razliku od ostalih plaža na Sejšelima, Anse Lazio nije zaštićena koraljnim grebenom.
Dva smrtonosna napada morskih pasa dogodila su se u zaljevu Anse Lazio u kolovozu 2011., što je izazvalo veliko zanimanje medija. Posljednji poznati napad morskog psa na Sejšelima prije 2011. zabilježen je 1963.